# Fox Sports (Estados Unidos)
Fox Sports, también conocida como Fox Sports Media Group y estilizada en mayúsculas como FOX Sports, es la división de programación deportiva de Fox Corporation que es responsable de las transmisiones deportivas realizadas por la cadena de transmisión Fox, Fox Sports 1 (FS1), Fox Sports 2 (FS2) y la red Fox Sports Radio
La división se formó en 1994 con la adquisición por parte de Fox de los derechos de transmisión de los juegos de la National Football League (NFL). En los años siguientes, Fox ha televisado la National Hockey League (NHL) (1994-1999), la Major League Baseball (MLB) (1996-presente), NASCAR (2001-presente), la Bowl Championship Series (BCS) (2007-2010), la Major League Soccer (MLS) (2003-2011, 2015-presente), el torneo de golf US Open (2015-2019), la National Hot Rod Association (NHRA) (2016-presente), WWE (2019-presente), la XFL (2020), la United States Football League (USFL) (2022-presente) y el Clásico Mundial de Béisbol (WBC) (2023-presente).
El 14 de diciembre de 2017, The Walt Disney Company anunció planes para adquirir la entonces empresa matriz 21st Century Fox por 52 400 millones de dólares, que incluía activos clave como Fox Sports Networks Regional (que luego fueron vendidos por Disney al Sinclair Broadcast Group), FX Networks y Fox Sports International. Según los términos de la adquisición propuesta, Fox Sports 1, Fox Sports 2 y otros activos se escindieron en la actual empresa matriz de la división, que es propiedad independiente de los actuales accionistas de 21st Century Fox.

## Historia

### Fundación
Cuando se lanzó Fox Broadcasting Company en octubre de 1986, la directiva de la cadena, tras ver cómo la programación deportiva (en particular, los eventos de fútbol americano) desempeñaba un papel fundamental en el crecimiento del servicio de satélite británico BSkyB, determinó que los deportes serían el tipo de programación que ascendería a Fox a un estatus de cadena importante más rápidamente; Como resultado, Fox intentó atraer un paquete de fútbol americano profesional a la red. En 1987, después de que ABC inicialmente se asegurara de renovar su contrato con la National Football League (NFL) por los derechos televisivos del Monday Night Football, Fox hizo una oferta por el paquete al mismo precio que ABC había estado pagando en ese momento: alrededor de 13 millones de dólares por partido. Sin embargo, en parte debido al hecho de que Fox aún no se había consolidado como una cadena importante, la NFL decidió reanudar las negociaciones con ABC, y las dos partes finalmente acordaron un nuevo contrato, manteniendo la que era la joya de la corona de las transmisiones televisivas de la liga en esa cadena (donde permaneció hasta 2006, cuando el MNF se mudó a la cadena hermana ESPN como parte de un contrato que también hizo que NBC obtuviera el paquete Sunday Night Football).
Seis años más tarde, cuando los contratos de televisión de la liga para las divisiones de la Conferencia Nacional (NFC) y la Conferencia Americana (AFC), y para los paquetes de fútbol americano en horario estelar de los domingos y lunes estaban pendientes de renovación, Fox presentó una oferta por 1580 millones de dólares para obtener los derechos de transmisión de la Conferencia Nacional. El 17 de diciembre de 1993, la NFL seleccionó la oferta de Fox y firmó un contrato de cuatro años con la cadena para otorgarle los derechos para televisar la temporada regular y los partidos de playoffs (así como algunos partidos selectos de pretemporada) de la NFC, comenzando con la temporada de 1994; El contrato inicial también incluía los derechos exclusivos de televisión estadounidense para transmitir el Super Bowl XXXI en 1997. El acuerdo despojó a CBS de las transmisiones de fútbol americano por primera vez desde 1955.

Logo de Fox Sports, usado del 2000 a 2012; todavía usado en Australia.

Fox también atrajo a los comentaristas Pat Summerall, John Madden, Dick Stockton, Matt Millen, James Brown y Terry Bradshaw, así como a mucho personal de producción detrás de escena de CBS Sports, para formar parte del equipo de la cobertura de la NFL de la cadena. La cobertura de estudio de la cadena se originó en el Fox Television Center en Hollywood, CA, y luego se mudó al Fox Network Center (ubicado en el backlot de 20th Century Fox en Century City) en 1998.
Para aumentar la audiencia de las transmisiones de la NFL, News Corporation, matriz de Fox, decidió cerrar acuerdos de afiliación con compañías de radiodifusión propietarias de estaciones afiliadas a ABC, NBC y CBS para elevar el perfil del organismo afiliado de Fox, que en ese momento consistía principalmente en Las estaciones de UHF que (con algunas excepciones) tenían poco o ningún historial previo como afiliado de una red importante, tenían señales más débiles y en gran medida no tenían tanto valor para los anunciantes como los afiliados de los Tres Grandes. A finales de la primavera y comienzo del verano de 1994, Fox llegó a acuerdos separados con New World Communications (una compañía de medios controlada por el inversionista Ronald Perelman, el cual el grupo de estaciones de Fox, Fox Television Stations, compraría en julio de 1996) y SF Broadcasting (una empresa conjunta entre Fox y Savoy Pictures, que compró cuatro estaciones de Burnham Broadcasting a través de acuerdos separados en julio y agosto de 1994) para cambiar un total de dieciséis estaciones a Fox entre septiembre de 1994 y septiembre de 1996, cuando expiraron los contratos de afiliación con los socios de cadenas existentes de esas estaciones. Los acuerdos de afiliación y derechos televisivos de la NFL establecieron firmemente a Fox como la cuarta cadena más importante del país. La relación de la cadena con la NFL se expandiría en 1997, cuando comenzó a transmitir juegos y adquirió la propiedad parcial de NFL Europe.(aunque la propiedad parcial terminó en 2000), un acuerdo que finalizó en 2006 cuando todos los juegos se trasladaron a NFL Network; la entonces renombrada NFL Europa cerró al año siguiente.
Con una división deportiva ahora establecida, Fox decidió buscar acuerdos de derechos de transmisión con otras ligas deportivas importantes. El 9 de septiembre de 1994, Fox obtuvo los derechos de transmisión televisiva de la National Hockey League en una oferta de 155 millones de dólares (que asciende a 31 millones de dólares anuales). Como resultado, se convirtió en la primera cadena de TV abierta nacional en recibir un contrato de televisión nacional para transmitir los juegos de la NHL, algo que el antiguo comisionado de la NHL, John Ziegler, había pensado durante mucho tiempo que era inalcanzable (los juegos de la NHL no se habían transmitido regularmente en una cadena televisiva nacional, fuera de campeonatos selectos, juegos de Estrellas y transmisiones de ESPN on ABC con publicidad entremedio de 1992 a 1994, desde la transmisión de NBC de las Finales de la Copa Stanley de 1975, las cadenas no estaban dispuestas a comprometerse a retransmitir un gran número de partidos debido a la baja audiencia). Una vez más, Fox superó la oferta de CBS, que quería asegurarse los derechos como resultado de perder la NFL ante Fox, por el paquete de la NHL. Fox perdió los derechos de la NHL sobre ABC Sports y ESPN en 1999.

### Adquisiciones de la MLB, NASCAR y BCS
El 7 de noviembre de 1995, Fox se adjudicó con los derechos parciales de transmisión de los juegos de las Grandes Ligas de Béisbol, en un acuerdo compartido con NBC (que había tenido las transmisiones de la liga desde 1947). A través del acuerdo, en el que Fox pagó una fracción de la cantidad (115 millones de dólares) que pagó CBS para obtener los derechos efectivos a partir de la temporada 1990, Fox transmitiría aproximadamente 16 juegos de la temporada regular los sábados por la tarde por temporada (a diferencia del acuerdo anterior de Baseball Network entre NBC y ABC) y ofrecía diferentes retransmisiones de los partidos de forma regionalizada (normalmente hasta tres por semana). Como parte de una renovación por seis años de este acuerdo (valorado en 2500 millones de dólares), en septiembre de 2000, Fox Sports se convirtió en la emisora de aire exclusiva de la Major League Baseball, otorgándole los derechos exclusivos de la Serie Mundial a partir de la edición del 2000, así como los derechos del Juego de Estrellas, juegos selectos de la Serie Divisional y cobertura exclusiva de la Serie de Campeonato de la Liga. Según una cláusula del contrato (que no se ha ejercido porque no ha habido una disputa laboral durante la vigencia de los derechos mientras Fox Sports ha mantenido el contrato), si algunos de los juegos programados fueran cancelados por una huelga o cierre patronal, Fox todavía pagaría a Major League Baseball por una lista completa de juegos anuales, mientras que la liga a su vez tendría que compensar a Fox con transmisiones adicionales.

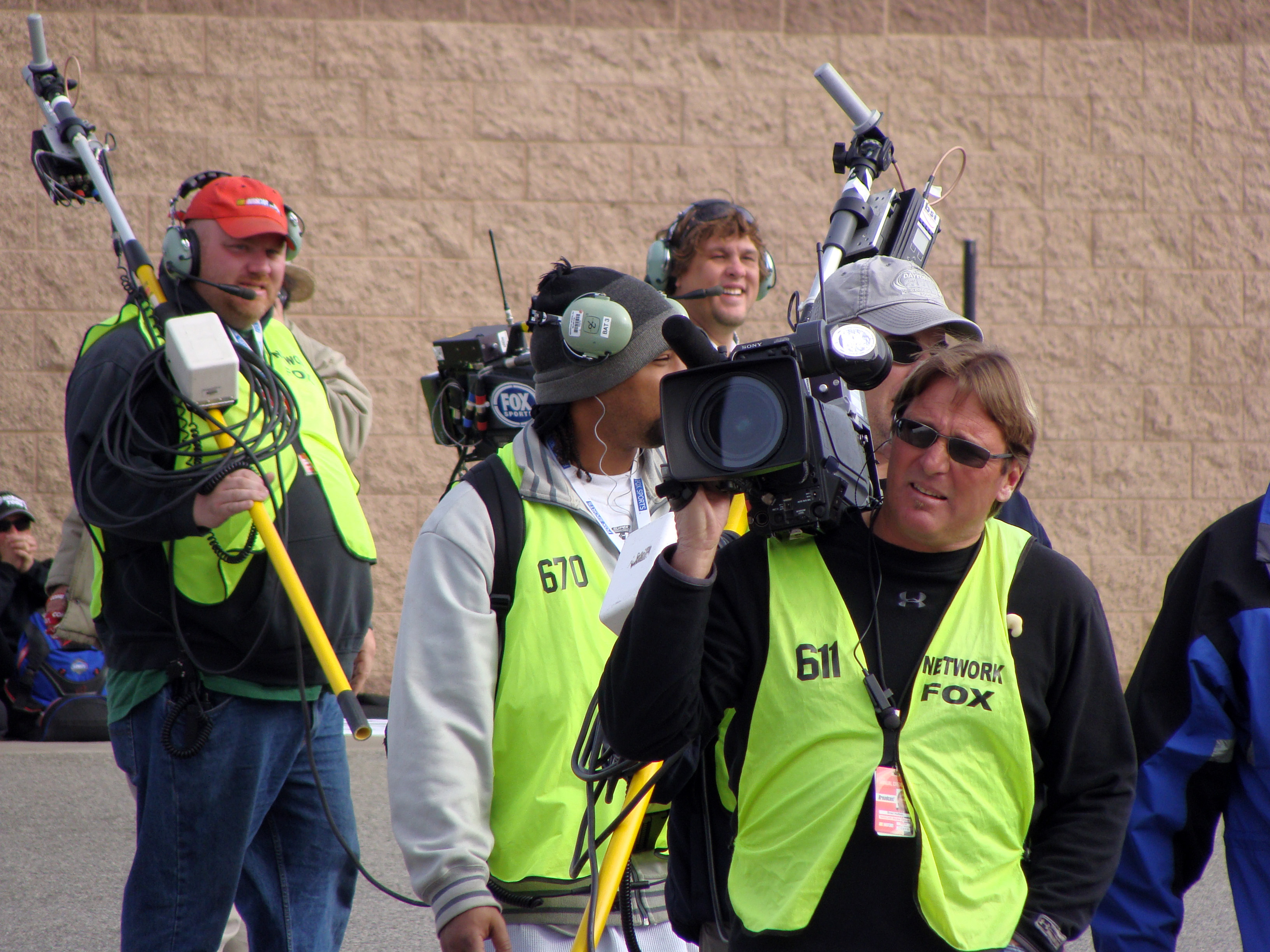
El equipo de Fox Sports dando cobertura a una carrera de NASCAR

En 1998, Fox obtuvo los derechos de transmisión del partido de fútbol americano universitario Cotton Bowl Classic. En 2007, Fox comenzó a transmitir la mayoría de los juegos de la Bowl Championship Series, incluido el BCS National Championship Game, en un acuerdo valorado en cerca de 20 millones de dólares por juego. Debido a un acuerdo separado entre ABC y la Pasadena Tournament of Roses Association, los eventos de la serie que se llevaron a cabo en el estadio Rose Bowl, como el juego Rose Bowl y el 2010 BCS Championship, fueron excluidos del contrato.
El 11 de noviembre de 1999, Fox y el canal de cable hermano FX obtuvieron los derechos de la NASCAR Cup Series y la Busch Series como parte del primer acuerdo centralizado de derechos de televisión de NASCAR, a partir de la temporada 2001. El contrato cubría la primera mitad de la temporada, y la segunda mitad de la temporada era transmitida por NBC y TNT. Los derechos de las 500 Millas de Daytona y las 400 de Pepsi se alternaban anualmente, Fox transmitía las 500 en años impares y las 400 en años pares. La primera transmisión de Fox fue las 500 Millas de Daytona de 2001, un evento que se vería empañado por un accidente en la última vuelta que resultó en la muerte de Dale Earnhardt. Más tarde ese año, Fox adquirió el canal de cable de deportes de motor Speedvision y la renombró en febrero de 2002 como Speed Channel. Fox tenía la intención de utilizar la red como salida para contenido auxiliar de NASCAR. En septiembre de 2002, Speed Channel compró el contrato de ESPN para televisar la NASCAR Craftsman Truck Series.
Fox perdió los derechos de transmisión de la Bowl Championship Series ante ESPN a inicios de 2010. En respuesta, Fox introdujo un "juego de la semana" los sábados en FX en 2011, con juegos de Pac-12, Big 12 y Conference USA (cuyos derechos fueron asumidos más tarde por Fox y Fox Sports 1); Fox también firmó acuerdos para llevar a cabo dos nuevos juegos de campeonato creados a través de realineamientos de conferencias que ocurrieron en 2010 y 2011: el Big Ten Conference Championship hasta 2016 (como parte de la participación de Fox Sports con Big Ten Network) y el Pac-12 Championship hasta 2017 de forma alterna con ESPN. Con el reemplazo del BCS por el College Football Playoff, Fox perdió los derechos de transmisión del Cotton Bowl Classic 2015 en adelante nuevamente ante ESPN.

### Actualidad
En mayo de 2010, Fox transmitió la final de la Liga de Campeones de la UEFA, lo que marcó la primera transmisión de fútbol de la cadena.
En agosto de 2011, Fox Sports anunció que había llegado a un acuerdo de transmisión de siete años con la Ultimate Fighting Championship (UFC), poniendo fin a la relación de la promoción de artes marciales mixtas con Spike. El acuerdo incluía los derechos para transmitir cuatro eventos en vivo en horario de máxima audiencia o nocturno anualmente, así como otra programación de UFC que se transmitiría en varias propiedades de Fox, incluida la cadena Fox (que transmitió su primer combate de UFC en noviembre de 2011, la primera vez que la UFC transmitió un evento por televisión abierta), FX y Fuel TV. El contrato expiró en 2019 con la UFC mudandose a ESPN.
El 22 de octubre de 2011, la FIFA anunció que Fox Sports había adquirido los derechos para transmitir sus torneos a partir de 2015, incluida la Copa Mundial Femenina de Fútbol de 2015 y 2019, y la Copa Mundial de la FIFA 2018 y 2022. En febrero de 2015, el contrato de Fox se amplió hasta 2026 (que finalmente se adjudicó a una oferta conjunta norteamericana liderada por Estados Unidos), en lo que se informó que era una compensación por la reprogramación del torneo de 2022 para finales de noviembre o mediados de diciembre (que competiría con la temporada regular de la NFL).
El 6 de agosto de 2013, Fox Sports anunció un contrato de 12 años para transmitir los campeonatos de la United States Golf Association (USGA), incluido el US Open, a partir de 2015. En 2016, Fox comenzó a transmitir eventos de carreras de resistencia de la NHRA, principalmente en Fox Sports 1 y 2, y con eventos emblemáticos seleccionados que se transmiten en FBC.
El 12 de mayo de 2014, Fox Sports anunció un contrato de siete años para transmitir la Major League Soccer. El acuerdo incluía los derechos para transmitir la MLS Cup en Fox en los años pares.
El 24 de julio de 2017, la Big Ten Conference anunció que había llegado a acuerdos de seis años con Fox Sports y ESPN para poseer los derechos de sus juegos de fútbol americano a partir de la temporada 2017, y el paquete de Fox ampliaba su participación en BTN. Como parte del contrato, el contrato de Fox para administrar BTN se extendió hasta 2032.
El 31 de enero de 2018, la NFL anunció que Fox había adquirido la sublicencia para su paquete Thursday Night Football en virtud de un contrato de cinco años, a partir de la temporada 2018 de la NFL. Según se informa, el acuerdo tiene un valor promedio de más de 660 millones de dólares al año. El 6 de mayo de 2019, Fox Sports anunció un acuerdo de transmisión de varios años con la nueva encarnación de la XFL, que hizo una pausa a mitad de su primera temporada, pero regresaría en 2023.
En mayo de 2019, Fox Sports se asoció con The Stars Group para lanzar operaciones de apuestas deportivas de marca compartida, incluida Fox Bet (que ofrece apuestas deportivas con dinero real donde sean legales), así como el juego gratuito de predicción de fútbol Fox Sports Super 6. Como resultado de la asociación, Fox Corporation adquirió una participación minoritaria del 4,99 % en la empresa por 236 millones de dólares, con la opción de aumentar su participación hasta el 50 % en los siguientes 10 años. La asociación convirtió a Fox en la primera emisora deportiva importante de Estados Unidos en establecer una operación de apuestas deportivas, aprovechando la derogación de la Ley de Protección de Deportes Profesionales y Amateurs de 1992. Con la venta de la compañía a Flutter Entertainment, Fox tendría una opción en 2021 para adquirir una participación del 18,5 % en su filial estadounidense FanDuel Group.
En junio de 2020, Fox rescindió su contrato con la USGA y vendió el resto al anterior propietario de los derechos, NBC.
En junio de 2021, se anunció que Fox sería un inversor minoritario en una nueva versión de la United States Football League (USFL), que operaría como sucesora de la Spring League.
En noviembre de 2021, se anunció que Fox Sports había adquirido los derechos en inglés de los partidos de las selecciones nacionales de la UEFA en virtud de un contrato de seis años de 2022 a 2028, en sustitución de ESPN. Esto incluye la Liga de Naciones de la UEFA que comenzaría en junio de 2022, torneos como la Eurocopa 2024 y 2028, las eliminatorias de la UEFA para la Eurocopa y la Copa Mundial de la FIFA, y amistosos organizados por la UEFA. En enero de 2022, Fox anunció que sublicenciaría partes de este paquete a FuboTV, centrándose en la Liga de Naciones y partidos seleccionados de la Eurocopa.
En enero de 2022, Fox Sports llegó a un acuerdo con la New York Racing Association por los derechos del Belmont Stakes, la tercera etapa de la triple corona del hipismo, hasta 2030.
El 6 de febrero de 2024, Fox Sports anunció una empresa conjunta con ESPN Inc. y TNT Sports para ofrecer un servicio de streaming conocido como Venu Sports, que incluía los principales canales de deportes lineales de las tres organizaciones y los derechos de transmisión asociados, que se esperaba lanzarse en otoño de 2024. Posteriormente, tras una demanda realizada por el vMVPD FuboTV debido a preocupaciones antimonopolio y su apoyo por parte de Dish Network y DirecTV que causaron que se aplazara el lanzamiento del servicio, el 10 de enero de 2025, las tres empresas involucradas en la compañía conjunta dieron a conocer oficialmente que se cancelaría definitivamente el estreno de Venu Sports.
El 13 de junio de 2024, Fox Sports anunció un acuerdo de varios años para ser la única emisora de la IndyCar Series y su serie subsidiaria Indy NXT.

## Canales
Además de la división de televisión abierta, Fox Sports Media Group posee otros canales de deportes por cable nacionales y una red de radio en los Estados Unidos, que incluyen:
- Fox Sports 1: una cadena nacional de deportes generales, que presenta una amplia variedad de programación deportiva.
- Fox Sports 2: una cadena nacional de deportes generales, que sirve como contraparte de FS1.
- Big Ten Network: una empresa conjunta con la Big Ten Conference, que transmite varios eventos deportivos y programas relacionados con sus escuelas miembras.
- Fox Soccer Plus: una cadena deportiva por suscripción (que se originó como un derivado de la ahora desaparecida Fox Soccer), que transmite partidos de fútbol nacionales e internacionales.
- Fox Sports Racing: una cadena deportiva orientada a los deportes de motor que opera en los mercados de América del Norte fuera de los Estados Unidos como reemplazo de Speed, que transmite principalmente eventos de deportes de motor de FS1 y FS2.
- Fox Deportes: una cadena en español, que muestra cobertura en español de las propiedades de Fox Sports.
- Fox Sports Radio: una red nacional de radio sobre deportes administrada por Premiere Networks en asociación con Fox Sports.